# Galeb
Galeb (lat. Larus) je veliki rod galebova sa svjetskom rasprostranjenošću (s daleko najvećom raznolikošću vrsta na sjevernoj polutci). Ime roda potječe od starogrčkog laros (λάῥος) ili latinskog larus, što je, čini se, na tim jezicima bio naziv za galeba ili drugu veliku morsku pticu.
Mnoge su vrste ovog roda česte i dobro poznate ptice. Do oko 2005. – 2007., većina galebova se nalazila u tom rodu, u aranžmanu poznatom kao polifilija. No, tada dolazi do ponovnog vraćanja u uporabu rodova Ichthyaetus, Chroicocephalus, Leucophaeus i Hydrocoloeus (ovaj posljednji je bio priznat češće od drugih rodovi) nekoliko vrsta tradicionalno uključenih u Larus.
Galebovi iz ovog roda općenito su srednje do velike ptice, obično sive ili bijele, često s crnim oznakama na glavi ili krilima. Imaju stasite, dugačke kljunove i rebrasta stopala. 
Taksonomija velikih galebova u kompleksu srebrnastih i smeđih galeba vrlo je složena, a različita znanstvena tijela prepoznaju između dvije i osam vrsta. 

## Sistematika i evolucija
Vrste:
1. Larus argentatus Pontoppidan, 1763; Srebrnasti galeb
2. Larus armenicus Buturlin, 1934; Armenski galeb
3. Larus atlanticus Olrog, 1958;  Olrogov galeb, patagonski galeb
4. Larus belcheri Vigors, 1829; Belcherov galeb, humboltski galeb
5. Larus cachinnans Pallas, 1811;   Bjeloglavi galeb, pontski galeb
6. Larus californicus Lawrence, 1854; kanadski galeb
7. Larus canus Linnaeus, 1758; Burni galeb
8. Larus crassirostris Vieillot, 1818; Japanski galeb
9. Larus delawarensis Ord, 1815; Prstenokljuni galeb
10. Larus dominicanus Lichtenstein, 1823;  južni galeb
11. Larus fuscus Linnaeus, 1758; Tamnoleđi galeb
  1. Larus fuscus barabensis H. Johansen, 1960, stepski galeb
  2. Larus fuscus fuscus Linnaeus, 1758 /
  3. Larus fuscus graellsii A. E. Brehm, 1857, sivoleđi galeb
  4. Larus fuscus heuglini Bree, 1876; sibirski galeb,
  5. Larus fuscus intermedius Schioler, 1922 /
12. Larus glaucescens J. F. Naumann, 1840; sjevernopacifički galeb
13. Larus glaucoides B. Meyer, 1822; arktički galeb
  1. Larus glaucoides kumlieni Brewster, 1883, bafinski galeb
  2. Larus glaucoides thayeri W. S. Brooks, 1915, eskimski galeb
14. Larus heermanni Cassin, 1852; kalifornijski galeb
15. Larus hyperboreus Gunnerus, 1767; sjeverni galeb
16. Larus livens Dwight, 1919; meksički galeb
17. Larus marinus Linnaeus, 1758; Veliki galeb
18. Larus michahellis J. F. Naumann, 1840,  galeb klaukavac
19. Larus occidentalis Audubon, 1839; obalni galeb
20. Larus pacificus Latham, 1802; Debelokljuni galeb, Pacifički galeb,  krupnokljuni galeb
21. Larus schistisagus Stejneger, 1884; sinji galeb
22. Larus smithsonianus Coues, 1862, američki srebrnasti galeb
23. Larus vegae Palmen, 1887

### Sinonimi
- Larus atricilla Linnaeus, 1758 = Leucophaeus atricilla (Linnaeus, 1758),  astečki galeb
- Larus audouinii Payraudeau, 1826 = Ichthyaetus audouinii (Payraudeau, 1826), Sredozemni galeb
- Larus bulleri Hutton, 1871 = Chroicocephalus bulleri (Hutton, 1871), crnokljuni galeb
- Larus brevirostris Bruch, 1853 = Rissa brevirostris (Bruch, 1853),  berinški galeb
- Larus brunnicephalus Jerdon, 1840 = Chroicocephalus brunnicephalus (Jerdon, 1840), planinski galeb
- Larus cirrocephalus Vieillot, 1818 = Chroicocephalus cirrocephalus (Vieillot, 1818), Sivoglavi galeb
- Larus eburnea Phipps, 1774 = Pagophila eburnea (Phipps, 1774), bijeli galeb
- Larus fuliginosus Gould, 1841 = Leucophaeus fuliginosus (Gould, 1841), mrki galeb
- Larus genei Breme, 1839 = Chroicocephalus genei (Breme, 1839), Tankokljuni galeb
- Larus hartlaubii Bruch, 1853 = Chroicocephalus hartlaubii (Bruch, 1853),  južnoafrički galeb
- Larus hemprichii Bruch, 1853 = Ichthyaetus hemprichii (Bruch, 1853), tamnoprsi galeb
- Larus ichthyaetus Pallas, 1773 = Ichthyaetus ichthyaetus (Pallas, 1773), veliki crnoglavi galeb
- Larus leucophthalmus Temminck, 1825 = Ichthyaetus leucophthalmus (Temminck, 1825), crvenomorski galeb
- Larus maculipennis Lichtenstein, 1823 = Chroicocephalus maculipennis (Lichtenstein, 1823),  smeđoglavi galeb
- Larus melanocephalus Temminck, 1820 = Ichthyaetus melanocephalus (Temminck, 1820), Crnoglavi galeb
- Larus minutus Pallas, 1776 = Hydrocoloeus minutus (Pallas, 1776); Mali galeb
- Larus modestus Tschudi, 1843 = Leucophaeus modestus (Tschudi, 1843); Sivi galeb
- Larus novaehollandiae Stephens, 1826 = Chroicocephalus novaehollandiae (Stephens, 1826); australski galeb
- Larus philadelphia (Ord, 1815) = Chroicocephalus philadelphia (Ord, 1815); šumski galeb
- Larus pipixcan Wagler, 1831 = Leucophaeus pipixcan (Wagler, 1831), Prerijski galeb
- Larus relictus Lonnberg, 1931 = Ichthyaetus relictus (Lonnberg, 1931), mongolski galeb
- Larus ridibundus Linnaeus, 1766 = Chroicocephalus ridibundus (Linnaeus, 1766),  Riječni galeb
- Larus saundersi (Swinhoe, 1871) = Chroicocephalus saundersi Swinhoe, 1871, kratkokljuni galeb
- Larus scoresbii Traill, 1823 = Leucophaeus scoresbii (Traill, 1823), mageljanski galeb
- Larus scopulinus J. R. Forster, 1844 = Chroicocephalus scopulinus (J. R. Forster, 1844), novozelandski galeb
- Larus serranus Tschudi, 1844 = Chroicocephalus serranus (Tschudi, 1844), andski galeb
- Larus saundersi (Swinhoe, 1871) = Chroicocephalus saundersi Swinhoe, 1871,  kratkokljuni galeb

Za "Larus" raemdonckii (rani oligocen u Belgiji) sada se barem okvirno vjeruje da pripada procelariformnom rodu Puffinus. "L." elegani (kasni oligocen? / Rani miocen iz St-Gérand-le-Puy, Francuska) i "L." totanoidi (kasni oligocen? / Rani miocen jugoistočne Francuske) sada su u Laricoli, dok "L." dolnicensis (rani miocen Češke) zapravo je bila stepska lasta ; sada je smješten u Mioglareoli. 
Ranomiocenski "Larus" desnoyersii (jugoistočna Francuska) i "L." pristinus (formacija John Day, Willow Creek, SAD) vjerojatno ne pripadaju ovom rodu; prvi može biti pomornik.

## Prstenaste vrste
Cirkumpolarna skupina vrsta galebova Larus često se navodi kao klasičan primjer prstenastih vrsta. Skupina vrsta ovih galebova čini prsten oko Sjevernog pola. Srebrnasti galeb, koji živi prvenstveno na otoku Velikoj Britaniji, može se hibridizirati s Larus smithsonianus (koji živi u Sjevernoj Americi), a koji se također može križati s istočnosibirskim galebom, čija se zapadna podvrsta, Birulin galeb, može hibridizirati s Heuglinovim galebom koji se, pak, može križati sa smeđim galebom (sve četiri žive na sjeveru Sibira). Posljednji je istočni predstavnik smeđeg galeba na sjeverozapadu Europe, uključujući Veliku Britaniju. Međutim, smeđi galeb i srebrnasti galeb su dovoljno različiti da se rijetko križaju; tako skupina galebova čini kontinuum, osim u Europi, gdje se dvije loze susreću. Međutim, nedavna genetska studija pokazala je da je ovaj primjer mnogo kompliciraniji nego što je ovdje predstavljen i vjerojatno ne predstavlja prave prstenaste vrste.

## Galebovi u Hrvatskoj
Vrste zabilježene u Hrvatskoj su:
1. sredozemni galeb, Larus audouinii - živi na stjenovitim otocima ili na mlru, zimi je uz pjeskovite obale ili na moru.
2. burni galeb Larus canus- stanište: stjenovite, pješčane i šljunčane obale i otoci, u unutrašnjosti uz slatke vode; zimi po obalama, estuarijima i poljodjelskim zemljištima i u gradovima
3. galeb klaukavac Larus michahellis - najčešći veliki galeb
4. pontski galeb Larus cachinnans
5. tamnoleđi galeb Larus fuscus, gnijezdi se na ravnome tlu, ponekad u zajedničkim kolonijama sa srebrnastim galebom
6. crnoglavi galeb Larus melanocephalus, gnijezdi se po travnatim močvarama i ravnim terenima uz obalu; zimi u priobalju
7. mali galeb Larus minutus, stanište: jezera, močvare, cretovi; na prolazu po slatkim i obalnim vodama; zimi na moru
8. riječni galeb Larus ridibundus, stanište: cretovi, močvare, jezerski otoci, dine, šljunkoviti predjeli; zimi po priobalju i ušćima, u unutrašnjosti uz slatke vode i po poljodjeljskim zemljištima, niskim tratinama i ledinama

## Poveznice
- Hibridizacija kod galebova

## Vanjske poveznice
|  | Zajednički poslužitelj ima još gradiva o temi Larus |
|  | Wikivrste imaju podatke o taksonu Larus             |